# Oenanthe heterococca
Oenanthe heterococca är en flockblommig växtart som beskrevs av Jevgenij Korovin. Oenanthe heterococca ingår i släktet stäkror, och familjen flockblommiga växter. Inga underarter finns listade i Catalogue of Life.